# Antonie Sindile
Antonie Sindile (n. 8 noiembrie 1933) a fost un deputat român în legislatura 1990-1992, ales în județul Olt pe listele partidului FSN.